# Broken Age
Broken Age è un'avventura grafica punta e clicca ideata da Tim Schafer, primo ritorno al genere dopo Grim Fandango del 1998. Disponibile per le piattaforme Microsoft Windows, macOS, Linux, iOS, Android, PlayStation 4 e PlayStation Vita. Il gioco è stato sviluppato in due atti: il primo è stato distribuito il 28 gennaio 2014, il secondo il 28 aprile 2015.
Broken Age è nato come campagna di finanziamento collettivo su Kickstarter con il nome provvisorio di Double Fine Adventure, avviata da Double Fine Productions e 2 Player Productions il 9 febbraio 2012. Concepita inizialmente per produrre un semplice punta e clicca con un obiettivo originale di 400 000 $, la campagna ha raccolto 3,45 milioni di dollari da più di 87 000 sostenitori, diventando una delle campagne di finanziamento collettivo di maggiore successo della storia su qualunque piattaforma. Come previsto dalla campagna Kickstarter originaria, lo sviluppo del gioco è stato filmato in un documentario a episodi prodotto dallo studio 2 Player Productions.

## Modalità di gioco
Broken Age è un'avventura grafica punta e clicca, dove i personaggi controllati dal giocatore possono spostarsi in giro per l'ambientazione, esaminare o usare oggetti e parlare con i personaggi non giocanti per sapere di più sul mondo di gioco. Il gioco presenta due protagonisti, ognuno presente in un mondo diverso; i giocatori possono passare da un personaggio all'altro in qualsiasi momento, ma nonostante ciò i due personaggi non interagiscono tra loro in nessun modo. Ogni personaggio ha il suo inventario che può essere riempito raccogliendo oggetti; gli oggetti possono essere usati trascinandoli in determinate aeree presenti sullo schermo o combinati con altri oggetti presenti nell'inventario.

## Trama

La trama di Broken Age coinvolge due adolescenti, Vella (a sinistra) che deve essere sacrificata per proteggere il suo villaggio da un mostro gigante, e Shay (a destra) che sembra essere l'unico passeggero di un'astronave monitorata da un computer eccessivamente materno.

### Atto 1
Broken Age racconta la storia di due adolescenti con nessun apparente connessione immediata, che cercano di «rompere la tradizione nello loro vite».
Vella Tartine è una giovane ragazza che vive in un territorio devastato dai Mogs, creature giganti provenienti da al di là di un enorme muro chiamato Barriera della Pestilenza. Essi sono placati attraverso il sacrificio di giovani ragazze durante i numerosi Banchetti delle Fanciulle che si tengono in vari villaggi ogni 14 anni. Vella viene scelta per essere sacrificata a Mog Chothra al banchetto del suo villaggio, Dulcia, ma si rende conto che se il mostro viene ucciso, questo rituale cesserà di esistere. Ella trova il modo di fuggire dal banchetto proprio mentre il mostro stava per mangiarla e si ritrova a Nubila, una piccola colonia poggiata su nuvole semi-solide. Gli abitanti della colonia stanno affrontando le conseguenze del loro banchetto, che si è svolto il giorno prima, e sono anche essi d'accordo sul fatto che questo rituale è disastroso per la loro gente e che dovrebbe terminare per sempre. Vella è inoltre preoccupata per la sorte di Dulcia dato che, secondo la tradizione, se un villaggio non da in sacrificio le sue ragazze, questo verrà distrutto dai Mogs insieme ai tutti i suoi abitanti. Lasciata Nubila e tornata a terra, Vella raggiunge il vicino villaggio di Costarena, che sta preparando il proprio Banchetto delle Fanciulle; qui inizia a preparare un piano per uccidere Mog Chothra. Nel villaggio trova il Tempio del Dio dell'Occhio Oscuro, che si rivela però essere un'antica astronave, la Maloruna, semi-sepolta nella sabbia. Vella risveglia il pilota, Alex, dai suoi trecento anni di ibernazione e questo, per sdebitarsi, riprogramma il raggio radar della nave per permettergli di sparare un potente e letale raggio laser. Vella si infiltra nel Banchetto delle Fanciulle di Costarena e, grazie al raggio laser, riesce a sconfiggere la creatura.
Shay Volta è un giovane ragazzo e sembra essere l'unico passeggero dell'astronave Nostranavis. Di giorno, l'IA del computer della nave agisce come una figura materna per Shay, che si occupa delle sue «missioni» infantili e delle sue noiose routine, impedendogli allo stesso tempo di conoscere o esplorare qualsiasi cosa più lontana dall'esterno della nave. Di notte, l'IA agisce come una figura paterna per Shay e comprende di più il suo desiderio di indipendenza, ma è sempre troppo indaffarato per spendere tempo col ragazzo. Il computer afferma che lui fa parte del Progetto Dandelion, un'ultima speranza per il suo pianeta natale, Loruna, di proteggere Shay, l'unico sopravvissuto della sua razza a seguito della distruzione del pianeta. Un giorno Shay si ritrova nelle viscere della nave e trova un passeggero clandestino, Marek, che indossa un costume da lupo. Marek afferma che, a sua insaputa, una guerra infuria nella galassia, e chiede a Shay aiuto per salvare alcune creature innocenti che sono state imprigionate in diverse aree. Marek guida Shay attraverso varie missioni, all'insaputa del computer, cercando di salvare più creature possibili in ogni luogo prima che la loro posizione venga scoperta dalle forze nemiche. Durante uno di questi salvataggi, Shay si rifiuta di lasciare indietro l'ultima creatura e per questo la nave viene individuata, attaccata e gravemente danneggiata. Marek viene intrappolato sotto una pila di detriti caduti dal soffitto e Shay, in mezzo al caos, viene colpito e sviene.
L'atto 1 termina con Vella che scopre che Mog Chothra è in realtà l'astronave Nostranavis. Shay emerge confuso dall'interno, rivelando che il suo viaggio nello spazio era solo una messinscena. Egli stava controllando involontariamente Mog Chothra e le «creature» che lui ha «salvato» non erano altro che le fanciulle di Nubila, Dulcia e Costarena. Vella cerca di colpire con un pugno Shay, ma lo manca e cade dentro la bocca di Mog Chothra. La bocca si chiude dietro di lei, lasciando entrambi intrappolati nel mondo dell'altro, incerti di cosa fare nei loro nuovi dintorni.

### Atto 2
Shay, rimasto bloccato fuori dalla Nostranavis, scopre che dietro l'AI della nave ci sono, in realtà, i suoi veri genitori; suo padre, Ray Volta, bloccato all'esterno con Shay, lo avverte che sua madre è ancora intrappolata all'interno. Mentre cercano un modo di rientrare esplorando Costarena, anche Shay incontra Alex, venendo a sapere che quest'ultimo era il soggetto precedente del Progetto Dandelion. Alex è nato sulla sua nave, la Maloruna. I suoi parenti non gli hanno mai mostrato nessuna foto di Loruna. Essi son vissuti per 20 anni dopo lo schianto (280 anni fa) per poi morire entrambi con tre mesi di differenza. Questo è uno dei motivi per cui ha deciso di ibernarsi. Anche Alex aveva a bordo della nave un passeggero clandestino di nome Marek, che nel suo caso si presentava come un violoncello parlante, che gli chiedeva di hackerare i controlli della nave e salvare creature innocenti, esattamente come Shay. Entrambi scoprono quindi che in realtà loro stavano rapendo ragazze. Ray avverte Shay e Alex del fatto che la Nostranavis è decollata, lasciando loro indietro. Padre e figlio si offrono per aiutare a riparare la nave di Alex e usarla per tornare a Loruna, dove Alex crede che la nave di Shay si stia dirigendo. Shay esplora Costarena e Nubila per trovare i pezzi richiesti da Alex per riparare la Maloruna. Proprio a Nubila, egli incontra la famiglia di Vella, che la sta disperatamente cercando per scusarsi con lei per aver acconsentito il suo sacrificio. I parenti della ragazza rivelano a Shay che, dopo la fuga di Vella, Mog Chothra, invece di distruggere il villaggio come da tradizione, ha risparmiato Dulcia, facendo capire a tutti che i Banchetti delle Fanciulle sono inutili e nascondono dietro di se solo delle menzogne.
Intanto, Vella si introduce dentro la Nostranavis e incontra Marek, che si trova ancora intrappolato sotto i detriti. Marek chiede a Vella di raggiungere la sala di controllo e fermare la madre di Shay, Hope Volta, così da riottenere i controlli della nave. Vella si finge Shay per convincere Hope ad aprire la porta della sala, ma entrambi vengono immediatamente bloccati all'interno di questa. Marek rivela alle due donne di essere in realtà Marekai, un membro di una razza chiamata Thrush. La vera natura del Progetto Dandelion viene rilevata: Loruna non è un pianeta, ma un impero che si trova al di là della Barriera della Pestilenza; il Thrush, partito dominante di Loruna, crede che il resto della popolazione del pianeta sia infetto da una pericolosa malattia e per questo ha deciso di barricarsi con gli umani che governano dentro la Barriera della Pestilenza e, per generazioni, hanno modificato il DNA dei loro umani normali per farli diventare «superiori», causando però la perdita di alcuni tratti necessari per la sopravvivenza. Il Progetto Dandelion è stato usato per inviare all'esterno bambini simili alla normale popolazione umana per localizzare una fanciulla speciale attraverso i Banchetti della Fanciulle per rendere «pura» la propria specie. Shay ha mostrato un particolare interesse verso Vella in quanto, a differenza delle altre fanciulle (che sono vive ma intrappolate dentro la nave) ha messo a repentaglio più volte la missione pur di salvarla, nonostante le insistenze di Marekai a fuggire a causa di «forze nemiche» che stavano attaccando la nave. Questo ha portato il Thrush a interessarsi a lei e sta pianificando di ucciderla per incorporare la sua genetica dentro la loro. Presa coscienza della realtà, le due donne pensano a un modo per liberarsi, intanto la Nostranavis arriva a Loruna e viene parcheggiata dentro l'Hangar Rosso, dove tutti i Mogs vengono costruiti e parcheggiati.
Intanto a Costarena Alex, Shay e Ray riescono a riparare la nave e partono alla volta di Loruna con a bordo anche la famiglia di Vella.
Sulla Nostranavis, le due donne riescono a riaprire la porta della sala di controllo e Vella, conoscendo il suo destino, decide creare una bomba surriscaldando il Globo di Fusione della nave e usarla per distruggere l'hangar e gli altri Mogs, così da porre fine a questa storia (la fabbrica è gestita da robot, quindi non ci saranno vittime). Trovato il modo di riprendere il controllo completo della nave, Vella toglie il globo dall'unità di refrigerazione per buttarlo fuori dalla nave mentre Hope sblocca i comandi per tornare a Costarena e fuggire. Il globo si surriscalda e l'hangar viene distrutta. Marekai, che era sceso dalla nave, riesce tuttavia a fuggire dalla struttura prima dell'esplosione.
La Nostranavis esce dalla Barriera della Pestilenza ma collide proprio con la Maloruna che era appena arrivata. Il Thrush comincia ad attaccare le due navi, che sono entrambe bloccate dall'autopilota che si rifiuta di cambiare rotta. Shay e Vella lavorano insieme (involontariamente, sarà infatti il giocatore a combinare le azioni dei due personaggi) per distruggere gli ultimi due Mogs rimasti, la Nostranavis e la Maloruna. Le azioni dei due protagonisti portano le navi a scogliersi, costringendo i passeggeri di entrambe ad abbandonare le rispettive navi. Proprio mentre Vella sta per abbandonare la Nostranavis, Marekai si ripresenta e cerca di bloccare la ragazza, ma questa riesce a difendersi mettendo K.O. il suo avversario. Le due navi, sciogliendosi, formano un ponte solido che collega il resto del mondo con Loruna, e Shay e Vella finalmente si incontrano.
Durante i titoli di coda, viene mostrato che il Thrush è stato deposto dal potere, la Barriera della Pestilenza è stata demolita e Loruna forma una pacifica alleanza con il resto del mondo. Numerose immagini nei crediti mostrano inoltre come personaggi conosciuti durante il gioco stanno vivendo una vita migliore.